# عكوات (بني سعد)

تعديل مصدري - تعديل

عكوات هي إحدى قرى عزلة بني محمد بمديرية بني سعد التابعة لمحافظة المحويت، بلغ تعداد سكانها 71 نسمة حسب تعداد اليمن لعام 2004.